# Amphidelus lissus
Amphidelus lissus är en rundmaskart som beskrevs av Robert Folger Thorne 1939. Amphidelus lissus ingår i släktet Amphidelus och familjen Alaimidae. Inga underarter finns listade i Catalogue of Life.